# Progomphus perithemoides
Progomphus perithemoides är en trollsländeart som beskrevs av Belle 1980. Progomphus perithemoides ingår i släktet Progomphus och familjen flodtrollsländor. Inga underarter finns listade i Catalogue of Life.